# Artemis Fowl 6: Časovni paradoks
Artemis Fowl in časovni paradoks je 6.del zbirke knjig o Artemisu Fowlu. Artemisowa mati hudo zboli zato mora Artemis Fowl s stotnico Marjeto Mali potovati v preteklos da ukrade zdravilo najbolj nevarnemu zločincu do sedaj. Sebi. S pomočjo demonske magije odpotujeta 8 let v preteklost da bi Mljšemu Artemisu Fowlu 2. izmaknila zdravilo- Svilnstega sifatko,malega lemurja. Toda takoj ko prispeta v preteklost naletita na težave........